# Lesław Jerzy Kański
Lesław Jerzy Kański (ur. 1944, zm. 9 lipca 2025) – polski prawnik, specjalista prawa konstytucyjnego, doktor habilitowany nauk prawnych.

## Życiorys
W 1967 r. ukończył studia prawa na Uniwersytecie im. Adama Mickiewicza w Poznaniu, w 1972 r. doktoryzował się, a w 1984 r. habilitował. Został pracownikiem naukowym w Wyższej Szkole Zarządzania i Psychologii w Poznaniu oraz w Wyższej Szkole Umiejętności Społecznych w Poznaniu.
Należał do Komisji Dyscyplinarnej do spraw nauczycieli akademickich przy Radzie Głównej Nauki i Szkolnictwa Wyższego.